# A dalt i a baix
A dalt i a baix (originalment anomenada Upstairs, Downstairs) és una sèrie de televisió d'origen britànic produïda per London Weekend Television (LWT) per ITV. Constava de 68 episodis dividits en cinc temporades emeses de 1971 a 1975. Relata els esdeveniments que succeeixen al domicili de la família Bellamy, situat a l'adreça 165 Eaton Place, a Londres a l'estat d'Anglaterra. La sèrie s'inspira en part en el llibre Below Stairs, l'autobiografia de Margaret Powell, que va treballar com a serventa domèstica a Anglaterra a començament del segle xx. Ha estat doblada al català i es va emetre a TV3 a partir del 26 de setembre de 1990.
La sèrie abasta les tres primeres dècades del segle xx entre 1903 i 1930, i ens dona a conèixer com vivien dos grups de persones: d'una banda, la família Bellamy, composta per Richard (un polític), Lady Marjorie (filla d'un aristòcrata), James (militar) i Elizabeth (la filla), i, per l'altre, els membres de la servitud: Hudson (majordom), la senyora Bridges (cuinera), Rose (serventa) i altres personatges.
Durant les cinc temporades que va durar la sèrie, relatava les peripècies de la família barrejades amb moments històrics com l'enfonsament del Titanic, la Primera Guerra Mundial, el sufragi femení o el crack del 29 i de quina manera aquests fets van afectar les seves vides.
El 2010 BBC Wales i Masterpiece van produir una continuació, Upstairs Downstairs, que fou emesa per BBC One el mateix any.

## Antecedents
"A dalt i a baix" va ser originalment una idea de dues actrius amigues, Jean Marsh i Eileen Atkins, per a una comèdia anomenada "Behind the Green Baize Door". Se centraria en dues criades de la casa, interpretades per Marsh i Atkins, en una gran English Country House de l'era victoriana. Aviat van afegir una família al pis de dalt, ja que Marsh va reconèixer que "Els servents han de servir a algú". L'estiu de 1969, van portar aquesta idea a Sagitta Productions, dirigida per John Hawkesworth i John Whitney. Aviat van eliminar l'element de comèdia, van canviar el decorat per una gran ciutat residencial al Londres eduardià i el títol es va convertir en Below Stairs. Es va oferir per primera vegada a Granada Television a Manchester, però van rebutjar-la perquè ja tenien un drama d'època, anomenat A Family at War, a punt de començar. Tanmateix, Stella Richman, la controladora de programes de London Weekend Television, hi va veure potencial i, a l'abril de 1970, es va encarregar la primera temporada.
Llavors es van desenvolupar personatges, però quan es va contractar a Alfred Shaughnessy, un vell amic de John Hawkesworth, com a editor de guions, va canviar gran part dels detalls per fer els personatges més realistes. Honor Blackman va ser preseleccionada pel paper de Lady Marjorie Bellamy i George Cole pel de majordom, Angus Hudson. Jean Marsh ja estava previst que prengués el paper de Rose Buck, la cambrera principal. Estava previst que Eileen Atkins interpretés a l'altra criada, Sarah Moffat, però aleshores interpretava a la Reina Victòria en un espectacle, per la qual cosa Pauline Collins va adquirir el paper. Gordon Jackson va rebre el paper de Hudson després que es va decidir que el londinenc George Cole no seria adequat per interpretar a un escocès. El programa va prendre molts noms, incloent Two Little Maids in Town, The Servants' Hall i That House in Eaton Square. Es va anomenar 165 Eaton Place fins just abans de la producció del primer episodi, quan es va canviar a Upstairs, Downstairs, després d'un suggeriment de John Hawkesworth.
La sèrie va patir les polítiques internes abans de l'estrena, sobretot per part del departament comercial que no va poder veure l'atractiu d'un drama d'època i el programa va passar gairebé un any a emmagatzematge a l'espera d'una data de transmissió. Finalment, la xarxa tenia un espai en el seu horari a l'hora de moda de les nits de diumenge a les 10:15 i va demanar a LWT que l'omplís. Van triar Upstairs, Downstairs i, sense la promoure'l, hi havia poques expectatives d'èxit. No obstant això, el públic va créixer constantment i la sèrie es va convertir en un èxit.

## Repartiment
- Gordon Jackson - Angus Hudson
- David Langton - Richard Bellamy, primer vescomte Bellamy de Haversham
- Jean Marsh - Rose Buck
- Angela Baddeley - Kate Bridges
- Simon Williams - Capità/Comandant (Major) James Bellamy
- Christopher Beeny - Edward Barnes
- Joan Benham - Lady Prudence Fairfax
- Raymond Huntley - Sir Geoffrey Dillon
- Rachel Gurney - Lady Marjorie Bellamy (temporades 1 a 3)
- Patsy Smart - Maud Roberts (temporades 1 a 3)
- George Innes - Alfred Harris (temporades 1 i 3)
- Nicola Pagett - Elizabeth Kirbridge (abans Bellamy) (temporades 1 i 2)
- Ian Ogilvy - Lawrence Kirbridge (temporades 1 i 2)
- Pauline Collins - Sarah Moffat (temporades 1 i 2)
- Brian Osborne - Pearce (temporades 1 i 2)
- Evin Crowley - Emily (temporada 1)
- Jenny Tomasin - Ruby Finch (a partir de la temporada 2)
- John Alderton - Thomas Watkins (temporada 2)
- Jacqueline Tong - Daisy Barnes (abans Peel) (a partir de la temporada 3)
- Lesley-Anne Down - Georgina Worsley (a partir de la temporada 3)
- Meg Wynn Owen - Hazel Bellamy (abans Forrest) (temporades 3 i 4)
- Hannah Gordon - Virginia Bellamy (abans Hamilton) (a partir de la temporada 4)
- Gareth Hunt - Frederick Norton (a partir de la temporada 4)
- Karen Dotrice - Lily Hawkins (temporada 5)

## Episodis
Upstairs, Downstairs  es va emetre al Rene Unit durant cinc temporades del 10 de desembre de 1971 al 21 de desembre de 1975. Les primeres quatre temporades tenien tretze episodis cadascuna, mentre que la darrera en tenia setze. A causa d'una disputa industrial sobre pagaments extra per utilitzar equips de color recentment introduïts, durant els quals els sindicats de radiodifusió es van negar a permetre que els seus membres utilitzessin càmeres en color, els primers sis episodis de la primera sèrie es van rodar en blanc i negre, i quan es va reprendre la producció de color, el primer episodi es va refer en color. Es van fer dos finals, que es podrien mostrar en funció de si els episodis en blanc i negre eren emesos pel canal. Es creu que la versió original en blanc i negre no transmesa del primer episodi va ser destruida.
Els crèdits inicials de cada episodi presentaven uns dibuixos de la revista Punch, i les lletres van ser dibuixades pel dissenyador gràfic Terry Griffiths. La melodia del tema va ser composta per Alexander Faris i tituladaThe Edwardians. Va guanyar un Premi Ivor Novello. Part d'aquesta melodia es convertiria en la cançó What Are We Going to Do with Uncle Arthur?, cantada pel personatge de Sarah Moffat, amb lletres escrites per Alfred Shaughnessy. L'actriu Pauline Collins va llançar-ho com a senzill el 1973. La melodia temàtica també es va utilitzar com a marxa processional per al casament de l'església d'Elizabeth i Lawrence a l'episodi 13 de la primera temporada For Love of Love.
Molts escriptors van escriure episodis al llarg de les cinc sèries, incloent Alfred Shaughnessy, John Hawkesworth, Fay Weldon, Terence Brady i Charlotte Bingham, John Harrison, Julian Bond, Raymond Bowers, Jeremy Paul, Rosemary Anne Sisson, Anthony Skene i Elizabeth Jane Howard.

## Producció
Cada episodi de Upstairs, Downstairs es feia seguint un programa de producció quinzenal. El llibre "Inside Updown" té un historial de producció detallat. La primera setmana i mitja es dedicava a assajar, amb dos dies a l'estudi; la segona part del segon dia s'utilitzava per gravar. Normalment, les imatges de la ubicació es rodaven prèviament. Els plans externs de número 165 d'Eaton Place es van filmar al 65 d'Eaton Place amb el "1" pintat. Upstairs, Downstairs va ser una de les primeres grans produccions a color realitzades per LWT. Les seqüències interiors es van gravar per primera vegada a la primera instal·lació d'estudi de LWT a Wembley a Londres, per a tota la primera temporada i l'episodi "A Pair of Exiles" de la segona. Per a la resta de la temporada i per a les tres restants, les seqüències interiors es van gravar al nou complex d'estudi de LWT anomenat Kent House (més tard conegut com The London Studios) a Southbank, Londres.
Herne Bay, al comtat de Kent, apareix a l'episodi tretze de la tercera temporada, "The Sudden Storm", quan el repartiment surt un dia a la vora del mar.

## Premis
- Premi BAFTA a la millor sèrie dramàtica 1972.
- Premi Bafta a la millor sèrie dramàtica 1974.
- Golden Globe a la millor sèrie dramàtica de televisió 1975.
- Emmy a la millor actriu protagonista de sèrie dramàtica per a Jean Marsh (1975).
- Emmy a la millor sèrie dramàtica 1976.
- Emmy al millor actor secundari per a Gordon Jackson.
- Emmy a la millor sèrie dramàtica 1977.

## Època d'ambientació

### 1a temporada
1. Novembre de 1903

2. Juny de 1906

3. Abril de 1907

4. Novembre de 1907

5. Novembre de 1907

6. Novembre de 1907

7. Novembre de 1908

8. Juny de 1909

### 2a temporada
La segona temporada comença en 1908, els guionistes van decidir fer un salt d'un any enrere i va ser per aquest motiu pel qual es van deixar d'introduir al principi del capítol les dates.

9. Juliol de 1908

10. Agost de 1908

11. Tardor de 1908

12. Nadal de 1908

13. Febrer de 1909

14. Març de 1909

15. Primavera de 1909

16. Maig de 1909

17. Maig de 1909

18. Agost de 1909

19. Octubre de 1909

20. Febrer de 1910

21. Maig de 1910

### 3a temporada
22. Abril de 1912

23. Abril de 1912

24. Juny de 1912

25. Octubre de 1912

26. Desembre de 1912

27. Gener de 1913

28. Març de 1913

29. Juliol de 1913

30. Nadal de 1913

31. Febrer de 1914

32. Abril de 1914

33. Juny de 1914

34. Juliol de 1914

### 4a temporada
35. Octubre de 1914

36. Gener de 1915

37. Maig de 1915

38. Estiu de 1915

39. Novembre de 1916

40. Hivern de 1917

41. Primavera de 1917

42. Desembre de 1917

43. Nadal de 1917

44. Gener de 1918

45. Març de 1918

46. Maig de 1918

47. Novembre de 1918

### 5a temporada
48. Estiu de 1919

49. Febrer de 1920

50. Estiu de 1921

51. Tardor de 1921

52. Primavera de 1922

53. Primavera de 1923

54. Primavera de 1924

55. Estiu de 1925

56. Maig de 1926

57. Setembre de 1926

58. Juny de 1927

59. No especificada

60. Estiu de 1928

61. Estiu de 1929

62. Octubre de 1929

63. Estiu de 1930

## Novel·lació
Cada temporada de Upstairs, Downstairs anava acompanyada d'una novel·la, amb detalls addicionals en cadascun, però també amb l'omissió d'alguns episodis. Tots els llibres van ser publicats per Sphere Books. La novel·lació de les dues primeres temporades, Upstairs, Downstairs or the secrets of an Edwardian household i In My Lady's Chamber, va ser escrita per John Hawkesworth i publicada el 1972 i el 1973 respectivament. L'any següent, es va publicar la novel·lació de la tercera sèrie The Years of Change de Mollie Hardwick, que va escriure també "The War to End Wars" de 1975, la novel·lació de la quarta temporada. La cinquena temporada, que era més llarga que les altres, va ser novel·lada en dos llibres, On With The Dance i Endings and Beginnings, tots dos de Michael Hardwick i publicats el 1975.
A més d'aquestes novel·les, cinc llibres van ser publicats per separat, de nou per Sphere Books, amb cadascun d'ells la biografia d'un personatge principal abans de començar la sèrie. Rose's Story va ser escrit per Terence Brady i Charlotte Bingham i publicat el 1972. L'any següent es van publicar Sarah's Story de Mollie Hardwick i Mr Hudson's Diaries de Michael Hardwick. Mr Bellamy's Story, de Michael Hardwick, es va publicar el 1974 i Mrs Bridge's Story de Mollie Hardwick es va publicar el 1975. També el 1975, The Upstairs, Downstairs Omnibus es van publicar les cinc històries editades.
John Pearson va publicar The Bellamys of Eaton Place (també conegut com The Bellamy Saga) el 1976.